# Achirimbi II
 (juin 2025).
Améliorez-le ou discutez des points à vérifier. 
 (juin 2025).
Si vous disposez d'ouvrages ou d'articles de référence ou si vous connaissez des sites web de qualité traitant du thème abordé ici, merci de compléter l'article en donnant les références utiles à sa vérifiabilité et en les liant à la section « Notes et références ».
Achirimbi II, est un chef traditionnel camerounais qui fut le 10e Fon à régner sur la ville de Bafut et les régions avoisinantes de manière semi-autonome. Son règne a duré de 1932 à 1968, et a inclus la période de rattachement du Cameroun méridional, jusqu'alors partie du Cameroun britannique, à la République du Cameroun (ex-Cameroun français). Il a été précédé par Abumbi I et remplacé par Abumbi III. 
Il s'est aliéné les autres Fons en étant sympathisant de la cause britannique. En 1946, le gouvernement britannique lui décerne un certificat d'honneur « en témoignage des précieux services qu'il a rendus à son pays, à son peuple et au gouvernement britannique... et des loyaux services rendus à l'administration pour le maintien de l'ordre ».
Achirimbi II a profité de son statut favorable auprès de l'administration et a demandé une compensation pour la perte de souveraineté afin de s'arroger les pouvoirs résiduels que les sous-chefs ou les Atangchuo avaient conservés sur les questions foncières et autres litiges.
Il s'est lié d'amitié avec le célèbre naturaliste Gerald Durrell, qui a visité Bafut lors de ses expéditions de collecte d'animaux à deux reprises, en 1949 et 1957. Le Fon a beaucoup aidé Durrell lors de ces expéditions. Les livres écrits par Durrell sur ces expéditions, Les limiers de Bafut et Un zoo dans mes bagages, dépeignent le Fon principalement de manière humoristique, en tournant en dérision sa polygamie, son point de vue anglophile et sa grande tolérance à l'alcool, mais aussi de manière plus flatteuse. Le Fon a offert à Durrell la tenue de cérémonie et le personnel lors de sa deuxième expédition.
Fon Achirimbi II est célèbre pour avoir fait une remarque sur le choix de rejoindre le Cameroun indépendant ou le Nigeria indépendant du Cameroun britannique en 1961, disant que c'était un choix entre « le feu et la mer profonde ».
Il était considéré par beaucoup comme progressiste et prêt à expérimenter de nouvelles idées. Il était traité avec respect tant par les administrateurs coloniaux que par les politiciens nationalistes.